# یواس‌اس اکسل (ای‌ام-۴۳۹)
یواس‌اس اکسل (ای‌ام-۴۳۹) (به انگلیسی: USS Excel (AM-439)) یک کشتی بود که طول آن ۱۷۲ فوت (۵۲٫۴۳ متر) بود. این کشتی در سال ۱۹۵۳ ساخته شد.